# پولیادا
پولیادا (به لاتین: Puliyadda) یک منطقهٔ مسکونی در سری‌لانکا است که در استان مرکزی (سری‌لانکا) واقع شده‌است.